# Aggro Ansage Nr. 1
Aggro Ansage Nr. 1 ist der erste Sampler des Berliner Hip-Hop-Labels Aggro Berlin. 2002 wurde er als EP über das Independent-Label veröffentlicht. Der Sampler enthält sieben Songs, die von den Rappern Sido, Bushido und B-Tight beigetragen wurden.

## Titelliste
| #  | Titel                                                 | Produzent  | Länge |
| -- | ----------------------------------------------------- | ---------- | ----- |
| 1. | Aggro Berlin - Intro -                                | Sido       | 1:49  |
| 2. | Sido, Bushido und B-Tight – Aggro                     | Sido       | 4:20  |
| 3. | B-Tight – Märkisches Viertel                          | Beatight   | 3:17  |
| 4. | Sonny Black und Frank White – Cordon Sport Massenmord | Bushido    | 3:50  |
| 5. | Sido – Arschficksong                                  | Jiggi$iggi | 3:31  |
| 6. | Sonny Black – Boss                                    | Bushido    | 3:39  |
| 7. | A.i.d.S. und Mesut – Alles ist die Sekte              | Sido       | 4:02  |

## Produktion
Sido, Bushido und B-Tight tragen ihre Texte auf dem Tonträger über Hip-Hop-Beats vor. Diese wurden auch von den drei Rappern produziert. Sido war für die musikalische Untermalung der Stücke Intro, Aggro und Alles ist die Sekte verantwortlich. Märkisches Viertel wurde von B-Tight unter dem Pseudonym Beatight produziert. Die Beats zu Cordon Sport Massenmord und Boss wurden von Bushido beigesteuert. Für die Musikproduktion des Songs Arschficksong wird Jiggi$iggi angegeben. Nach Abschluss der Aufnahmen erfolgte die Abmischung durch Ilan in den „Aggrostudios“ in West-Berlin. Das Mastering wurde von Tonmeister Müller bei TTM Mastering in Berlin übernommen.

## Single
Der von Sido aufgenommene Arschficksong erreichte nach Veröffentlichung des erfolgreichen Sido-Albums Maske größere Bekanntheit, sodass sich Aggro Berlin dazu entschied, das Stück als Single zu veröffentlichen. Diese erschien am 9. August 2004 und enthält neben dem Original-Song aus der Aggro Ansage Nr. 1 die Instrumental- und A-cappella-Version sowie das Video und die Beattight-, Bommers-Aua-Aua- und Relax-Remixe. Arschficksong stieg in der 35. Kalenderwoche des Jahres 2004 auf Platz 63 der deutschen Single-Charts ein. Insgesamt hielt sich die Single-Veröffentlichung sieben Wochen in den Charts.

## Indizierungsverfahren

### Gutachten
siehe auch Abschnitt Gutachten im Artikel Aggro Ansage Nr. 3
Der deutsche Medienwissenschaftler und Journalist Roland Seim erstellte im Zuge eines Indizierungsverfahrens gegen die Aggro Ansage Nr. 1 eine gutachterliche Stellungnahme. Darin versucht Seim die Gründe für die Vulgärsprache der Texte zu erläutern und spricht sich gegen die voreilige Indizierung aus, da sich gesellschaftliche Missstände, aus denen die Rapper stammen und die in den Texten angesprochen werden, nicht durch das Verbot beseitigen lassen.

### Ergebnis
Nach Prüfung des Samplers wurde Aggro Ansage Nr. 1 in der Entscheidung Nr. 5289 vom 12. Mai 2005 nicht indiziert. Damit handelt es sich bei der ersten „Ansage“ um den einzigen Sampler des Labels, der nach Einreichung bei der Bundesprüfstelle nicht indiziert wurde. Die mögliche Indizierung des Lieds Arschficksong von Sido war bereits durch die Freigabe des Videos zum Song durch die Freiwillige Selbstkontrolle der Filmwirtschaft verhindert worden. Diese hatte die DVD Aggro Ansage DVD Nr. 1, auf der das Stück vertreten ist, ab 16 Jahren freigegeben. Nach Vergabe eines Alterskennzeichen erfolgt keine weitere Einstufung durch die Bundesprüfstelle für jugendgefährdende Medien.